# Comuna Pomârla, Botoșani
Pomârla este o comună în județul Botoșani, Moldova, România, formată din satele Hulubești, Pomârla (reședința) și Racovăț.

## Descriere detaliată
Comuna Pomârla, asezată în nord-vestul județului Botoșani, este alcătuită din 3 sate: Pomârla, reședința de comună, Racovat și Hulubesti. Comuna este așezată într-un ținut deluros, cu altitudine în general redusă.
Satul Pomârla este atestat documentar în anul 1420. Numele său provine de la ocupațiile locuitorilor, cultivarea pomilor fructiferi și de la natura terenului, mociorlos și întunecos.
Satul Racovat este granița de stat cu Republica Ucraina. Prin Hotărârea Guvernului României nr.818/20.09.1996, pentru aprobarea Convenției dintre Guvernul României și Guvernul Ucrainei privind trecerea simplificată a frontierei de stat comune, de către cetățenii care domiciliază în județele și raioanele de frontieră, localitățile RACOVAT-DIAKIVTI au fost declarate puncte de trecere simplificată a frontierei de stat comune, dându-se astfel posibilitatea locuitorilor județului să stabilească și să lărgească contactele directe cu locuitorii din zona de frontieră a Ucrainei.

## Situația economico-socială
Agricultura este ocupația de bază a locuitorilor comunei. După anul 1989, intreprinzători particulari, locali, au deschis o serie de agenți economici de mini-producție, cum ar fi: prese de ulei, mori de porumb, mori cu ciocanele, gater, ateliere de tâmplarie, rotarie, construcții, etc.
Lungimea drumurilor publice este de 89 km, toate drumurile fiind pietruite și de pământ. Lungimea rețelei de alimentare cu apă este de 10 km, iar lungimea rețelei de canalizare este de 10 km.
În comuna Pomârla funcționează o casă de copii. Unitățile școlare sunt în numar de 8, din care 1 liceu, 5 școli și 2 grădinițe.
Comuna Pomarla este alcatuita din 5 sate: Pomarla, Hulubesti, Racovat, Ghiorteni si Poiana.

## Personalități locale
- Anastasie Bașotă, filantrop, creatorul Institutului „Anastasie Bașotă” din Pomârla, în prezent Liceul teoretic „Anastasie Bașotă”;
- Dimitrie Călugăreanu (1868 - 1937), medic, naturalist, membru corespondent al Academiei Române;
- Andrei Dumitraș (n. 1988), fotbalist.

## Demografie
Componența etnică a comunei Pomârla
     Români (96,09%)
     Alte etnii (3,91%)
Componența confesională a comunei Pomârla
     Ortodocși (94,63%)
     Baptiști (1,26%)
     Alte religii (0,16%)
     Necunoscută (3,95%)
Conform recensământului efectuat în 2021, populația comunei Pomârla se ridică la 2.533 de locuitori, în scădere față de recensământul anterior din 2011, când fuseseră înregistrați 2.661 de locuitori. Majoritatea locuitorilor sunt români (96,09%). Din punct de vedere confesional, majoritatea locuitorilor sunt ortodocși (94,63%), cu o minoritate de baptiști (1,26%), iar pentru 3,95% nu se cunoaște apartenența confesională.

## Politică și administrație
Comuna Pomârla este administrată de un primar și un consiliu local compus din 11 consilieri. Primarul, Dumitru Chelariu[*], de la Partidul Național Liberal, este în funcție din 2004. Începând cu alegerile locale din 2024, consiliul local are următoarea componență pe partide politice:
|  | Partid                          | Consilieri | Componența Consiliului | Componența Consiliului | Componența Consiliului | Componența Consiliului | Componența Consiliului |
|  | ------------------------------- | ---------- | ---------------------- | ---------------------- | ---------------------- | ---------------------- | ---------------------- |
|  | Partidul Național Liberal       | 5          |                        |                        |                        |                        |                        |
|  | Partidul Social Democrat        | 3          |                        |                        |                        |                        |                        |
|  | Alianța Dreapta Unită           | 2          |                        |                        |                        |                        |                        |
|  | Alianța pentru Unirea Românilor | 1          |                        |                        |                        |                        |                        |